# Bảo tàng Pháo đài XII Werner ở Żurawica
Bảo tàng Pháo đài XII Werner ở Żurawica (tiếng Ba Lan: Muzeum Fort XII Werner w Żurawicy) là một bảo tàng tọa lạc tại số 20 phố Forteczna, làng Żurawica, xã Żurawica, huyện Przemyski, tỉnh Podkarpackie, Ba Lan. Bảo tàng bố trí triển lãm bên trong khuôn viên của Pháo đài W XII "Werner", pháo đài này là một phần của Pháo đài Przemyśl. Bảo tàng là một doanh nghiệp tư nhân của Sławomir Golonka.

## Miêu tả
Bảo tàng Pháo đài XII Werner ở Żurawica chính thức mở cửa cho công chúng vào năm 2010. Bảo tàng trưng bày các hiện vật và kỷ vật có liên quan đến lịch sử của pháo đài và những năm Chiến tranh thế giới thứ nhất. Các bộ sưu tập của bảo tàng bao gồm quân phục, trang thiết bị quân sự, vật dụng hàng ngày, tài liệu, hình ảnh, và một số thứ khác. Bên cạnh các cuộc triển lãm quân sự, Bảo tàng còn tổ chức Phòng trưng bày Nghệ thuật Khu vực từ năm 2014, phòng trưng bày này hoạt động dưới sự bảo trợ của Tổ chức Du lịch Địa phương ở Przemyśl. Ngoài các hoạt động triển lãm, bảo tàng cũng cho thuê phòng và tổ chức các sự kiện đặc biệt.

## Giờ mở cửa
Bảo tàng hoạt động quanh năm, mở cửa tất cả các ngày trong tuần. Khách tham quan phải trả phí vào cửa.